# Campionat del Món de bàsquet masculí de 2014
El Campionat del Món de bàsquet masculí de 2014 fou la 17a edició del Campionat del Món de bàsquet, torneig conegut anteriorment com a Campionat del Món de la FIBA. Se celebrà a Espanya, i fou el darrer cop que el torneig es disputà en un cicle de quatre anys com fins llavors. El següent campionat del món se celebrarà cinc anys més tard, el 2019, per tal de ressituar el cicle en anys diferents que la Copa del Món de Futbol.
El campió fou els Estats Units, que es classificà així automàticment pel torneig de bàsquet dels Jocs Olímpics d'Estiu de 2016 a Rio de Janeiro, Brasil, mercès a la seva victòria per 129–92 sobre Sèrbia a la final.

## Selecció del país organitzador

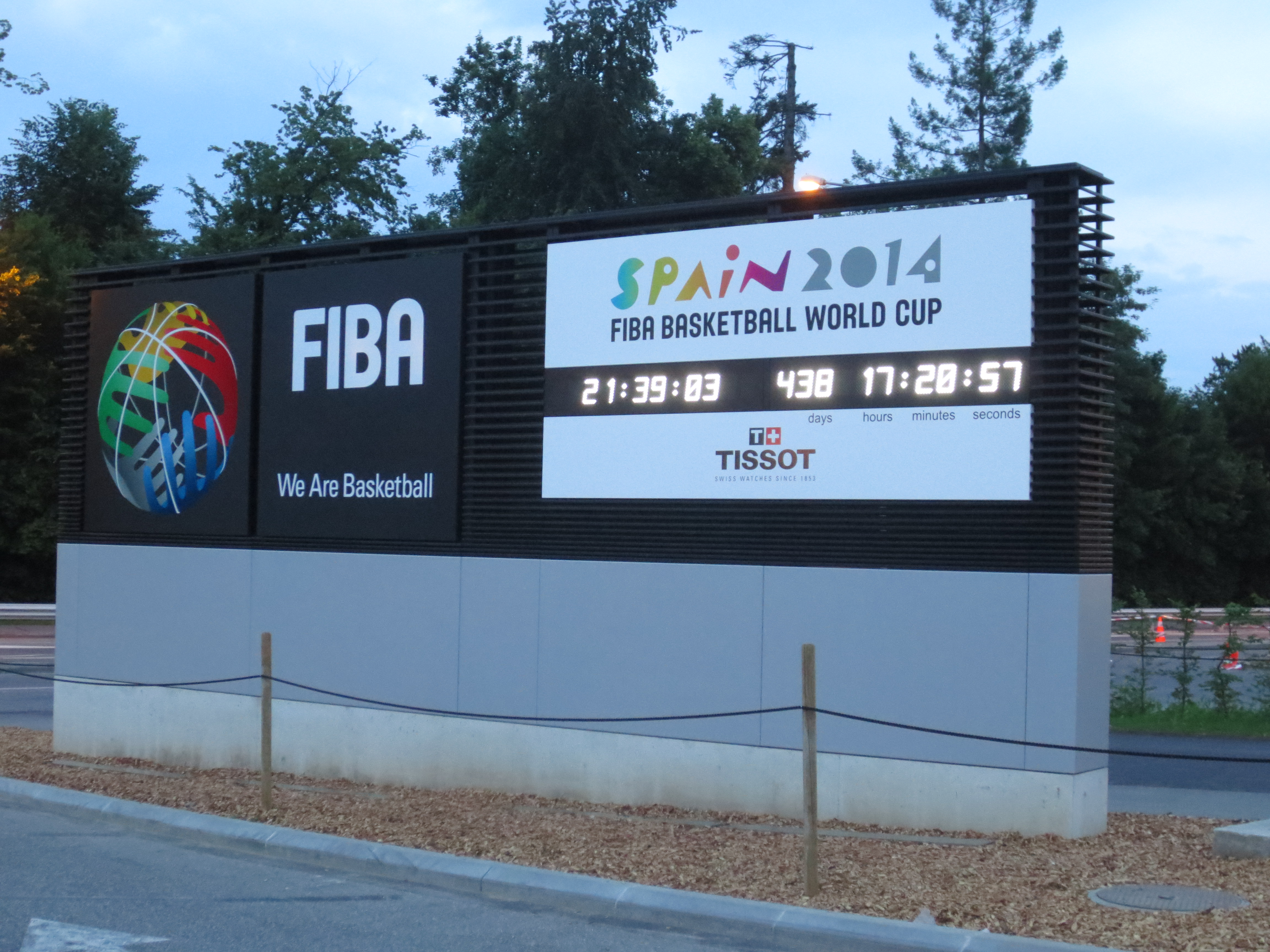
Marcador amb rellotge de compte enrere a la seu de la FIBA a Mies, Suïssa el juny de 2013.

La FIBA va obrir el procés de selecció el 10 de gener de 2008 i les candidatures es presentaren el 30 d'abril de 2008.
Nou estats mostraren interès a hostatjar l'esdeveniment; en ordre, foren Espanya, França, Dinamarca, Rússia, Aràbia Saudita, Qatar, Itàlia, Grècia, i la Xina.
D'entre els nou, només tres foren incloses en la llista final per la FIBA: la Xina, que podria haver organitzat el Campionat de l'Àsia de 2009 posteriorment el mateix any, Itàlia, que organitzà per darrer cop un torneig FIBA amb l'Eurobàsquet femení de 2007, i Espanya, que organitzà l'EuroBasket 2007.
El 23 de maig de 2009, després d'una votació a Ginebra en la qual els representants de la Xina i d'Espanya es varen absternir, la Xina fou la primera eliminada. A la ronda final de votacions, Arvydas Sabonis i Saša Djordjević varen anunciar que Espanya havia guanyat el dret d'organitzar l'esdeveniment, per onze vots contra els vuit d'Itàlia.

## Seus
La seu principal és el Palau d'Esports de la Comunitat de Madrid, i s'hi celebraran la final i la meitat dels partits de la fase final. Tot i que no es reutilitza cap dels pavellons del Campionat del Món de 1986, l'actual pavelló de Madrid es va construir al mateix lloc on hi havia el pavelló anterior, que va ser destruït per un incendi el 2001, i que fou usat el 1986. Un pavelló, el Gran Canaria Arena és l'únic bastit de nou, construït després que es conegués que Espanya era l'amfitrió.
Barcelona es va afegir a la llista de seus el 17 d'abril de 2010, incrementant així el nombre de ciutats amfitriones a sis. Serà el primer cop en què Barcelona sigui part d'un gran esdeveniment de bàsquet des de l'EuroBasket 1997, quan el Palau Sant Jordi va allotjar la fase final. A Barcelona s'hi celebraran la meitat de partits de les eliminatòries, inclosa una semifinal.
| Madrid | Barcelona | Gran Canaria | Bilbao                     |
| --- | --- | --- | -------------------------- |
| Palau d'Esports de Madrid | Palau Sant Jordi | Gran Canaria Arena | Bizkaia Arena              |
| Capacitat: 12.500 | Capacitat: 16.500 | Capacitat: 11,500 | Capacitat: 15.414          |
| | | |                            |
| MadridBarcelonaBilbaoSevillaGranadaLas Palmas de Gran CanariaCampionat del Món de bàsquet masculí de 2014 (Espanya amb les Canàries) | MadridBarcelonaBilbaoSevillaGranadaLas Palmas de Gran CanariaCampionat del Món de bàsquet masculí de 2014 (Espanya amb les Canàries) | MadridBarcelonaBilbaoSevillaGranadaLas Palmas de Gran CanariaCampionat del Món de bàsquet masculí de 2014 (Espanya amb les Canàries) | Sevilla                    |
| MadridBarcelonaBilbaoSevillaGranadaLas Palmas de Gran CanariaCampionat del Món de bàsquet masculí de 2014 (Espanya amb les Canàries) | MadridBarcelonaBilbaoSevillaGranadaLas Palmas de Gran CanariaCampionat del Món de bàsquet masculí de 2014 (Espanya amb les Canàries) | MadridBarcelonaBilbaoSevillaGranadaLas Palmas de Gran CanariaCampionat del Món de bàsquet masculí de 2014 (Espanya amb les Canàries) | Palau d'Esports San Pablo  |
| MadridBarcelonaBilbaoSevillaGranadaLas Palmas de Gran CanariaCampionat del Món de bàsquet masculí de 2014 (Espanya amb les Canàries) | MadridBarcelonaBilbaoSevillaGranadaLas Palmas de Gran CanariaCampionat del Món de bàsquet masculí de 2014 (Espanya amb les Canàries) | MadridBarcelonaBilbaoSevillaGranadaLas Palmas de Gran CanariaCampionat del Món de bàsquet masculí de 2014 (Espanya amb les Canàries) | Capacitat: 10.000          |
| MadridBarcelonaBilbaoSevillaGranadaLas Palmas de Gran CanariaCampionat del Món de bàsquet masculí de 2014 (Espanya amb les Canàries) | MadridBarcelonaBilbaoSevillaGranadaLas Palmas de Gran CanariaCampionat del Món de bàsquet masculí de 2014 (Espanya amb les Canàries) | MadridBarcelonaBilbaoSevillaGranadaLas Palmas de Gran CanariaCampionat del Món de bàsquet masculí de 2014 (Espanya amb les Canàries) |                            |
| MadridBarcelonaBilbaoSevillaGranadaLas Palmas de Gran CanariaCampionat del Món de bàsquet masculí de 2014 (Espanya amb les Canàries) | MadridBarcelonaBilbaoSevillaGranadaLas Palmas de Gran CanariaCampionat del Món de bàsquet masculí de 2014 (Espanya amb les Canàries) | MadridBarcelonaBilbaoSevillaGranadaLas Palmas de Gran CanariaCampionat del Món de bàsquet masculí de 2014 (Espanya amb les Canàries) | Granada                    |
| MadridBarcelonaBilbaoSevillaGranadaLas Palmas de Gran CanariaCampionat del Món de bàsquet masculí de 2014 (Espanya amb les Canàries) | MadridBarcelonaBilbaoSevillaGranadaLas Palmas de Gran CanariaCampionat del Món de bàsquet masculí de 2014 (Espanya amb les Canàries) | MadridBarcelonaBilbaoSevillaGranadaLas Palmas de Gran CanariaCampionat del Món de bàsquet masculí de 2014 (Espanya amb les Canàries) | Palau d'Esports de Granada |
| MadridBarcelonaBilbaoSevillaGranadaLas Palmas de Gran CanariaCampionat del Món de bàsquet masculí de 2014 (Espanya amb les Canàries) | MadridBarcelonaBilbaoSevillaGranadaLas Palmas de Gran CanariaCampionat del Món de bàsquet masculí de 2014 (Espanya amb les Canàries) | MadridBarcelonaBilbaoSevillaGranadaLas Palmas de Gran CanariaCampionat del Món de bàsquet masculí de 2014 (Espanya amb les Canàries) | Capacitat: 7.358           |
| MadridBarcelonaBilbaoSevillaGranadaLas Palmas de Gran CanariaCampionat del Món de bàsquet masculí de 2014 (Espanya amb les Canàries) | MadridBarcelonaBilbaoSevillaGranadaLas Palmas de Gran CanariaCampionat del Món de bàsquet masculí de 2014 (Espanya amb les Canàries) | MadridBarcelonaBilbaoSevillaGranadaLas Palmas de Gran CanariaCampionat del Món de bàsquet masculí de 2014 (Espanya amb les Canàries) |                            |

## Procés de classificació

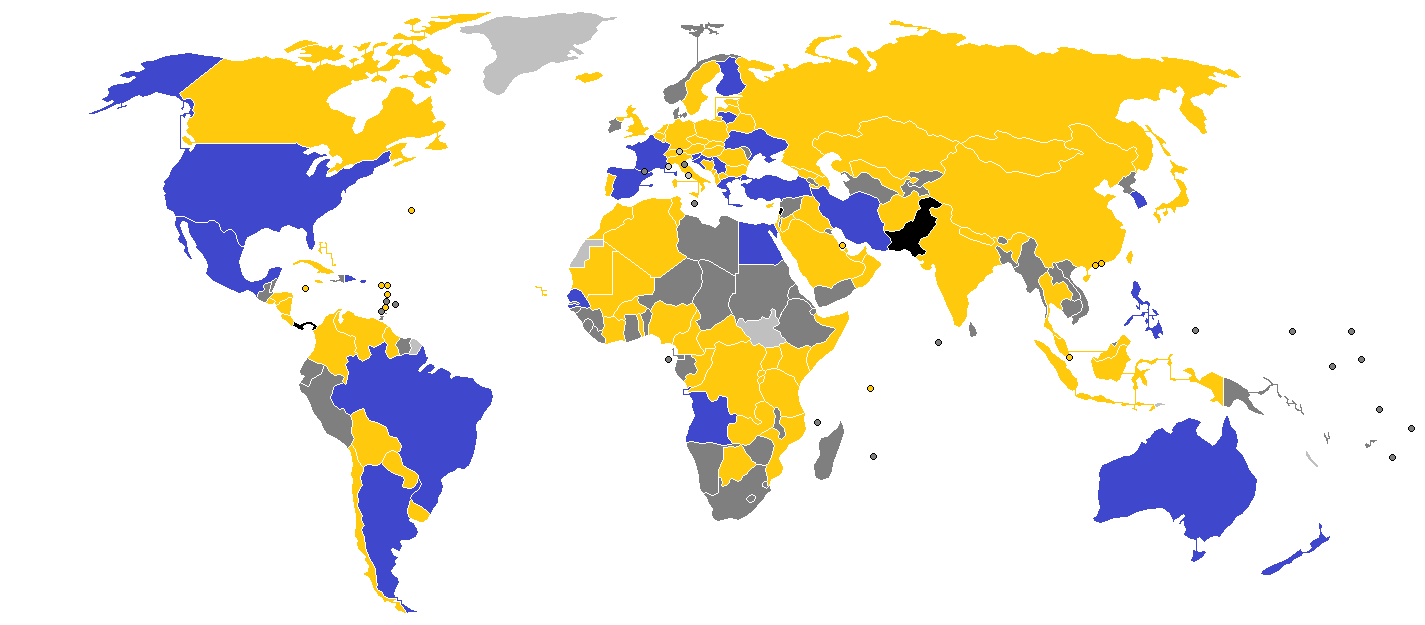
Mapa de països segons l'estat de la seva classificació.
Classificats
Eliminats
No participaren
Desqualificats i suspesos per la FIBA
No membres de la FIBA

Hi haurà 24 equips prenent part al Mundial. Després dels Jocs Olímpics de 2012, el nombre de places de la FIBA Amèrica es reduí en una quan els Estats Units varen guanyar el torneig, i es classificaren automàticament pel mundial.
- País amfitrió: 1 plaça
- Jocs Olímpics d'estiu de 2012: 12 equips competint per 1 plaça, que es restaria de la zona FIBA que pertoqués
- Campionat FIBA Àsia 2013: 15 equips competint per 3 places
- Campionat FIBA Oceania2013: 2 equips competint per 2 places
- Campionat FIBA Àfrica 2013: 16 equips competint per 3 places
- Campionat FIBA Amèrica 2013: 10 equips competint per 4 places
- Eurobasket 2013: 24 equips competint per 6 places
- Invitació: 4 places